# 上降乡
上降乡，是中华人民共和国广西壮族自治区崇左市龙州县下辖的一个乡镇级行政单位。

## 行政区划
上降乡下辖以下地区：
上降村、永恒村、纯仁村、梓丛村、江村、里城村、鸭水村和呼咬村。